# Neerdar (Willingen)
Neerdar ist ein Ortsteil der Gemeinde Willingen (Upland) im nordhessischen Landkreis Waldeck-Frankenberg.

## Geographische Lage
Neerdar liegt im Westteil Nordhessens in den Nordostausläufern des Rothaargebirges in der Bergregion Upland unweit der Nahtstelle zum Sauerland. Es befindet sich im Naturpark Diemelsee etwa 8,5 km östlich des Kernorts von Willingen bzw. etwa 10 km westnordwestlich der nordhessischen Mittelstadt Korbach (jeweils Luftlinie). Die Landesgrenze zu Nordrhein-Westfalen verläuft wenige Kilometer südlich. Rund um das 443 bis 478 m hoch gelegene Dorf liegen die Erhebungen Bockelau (598,8 m), Eibel (558 m), Sonder (582 m), Grotenberg (605,9 m) und Büh (618 m). Neerdar wird etwa in Nordwest-Südost-Richtung von der Neerdar durchflossen, einem Zufluss der Wilden Aa. Hindurch führt zwischen Usseln und Bömighausen die Bundesstraße 251.

## Geschichte

### Ortsgeschichte
Die älteste bekannte schriftliche Erwähnung von Neerdar erfolgte unter dem Namen Neyrthere im Jahr 1244.
Ein Regenhardus de Neyrthere, Bürger zu Korbach, wird am 12. Juli als Zeuge der Grafen von Waldeck genannt.
Hessische Gebietsreform (1970–1977)
Im Zuge der Gebietsreform in Hessen fusionierten zum 31. Dezember 1971 die bis dahin selbständigen Gemeinden Neerdar, Bömighausen, Eimelrod, Usseln und Welleringhausen zur neuen Gemeinde Upland. Bereits am 1. Juli 1970 war Usseln um das Gebiet der Gemeinde Hemmighausen vergrößert worden.
Diese wurde wiederum kraft Landesgesetz am 1. Januar 1974 mit der Gemeinde Willingen zur Großgemeinde Willingen (Upland) zusammengeschlossen. Sitz der Gemeindeverwaltung wurde Willingen. Für alle ehemals eigenständigen Gemeinden der neuen Gemeinde Willingen wurden Ortsbezirke mit Ortsbeirat und Ortsvorsteher nach der Hessischen Gemeindeordnung gebildet.

### Verwaltungsgeschichte im Überblick
Die folgende Liste zeigt die Staaten bzw. Herrschaftsgebiete und deren untergeordnete Verwaltungseinheiten, in denen Neerdar lag:
- vor 1712: Heiliges Römisches Reich, Grafschaft Waldeck, Amt Eisenberg
- ab 1712: Heiliges Römisches Reich, Fürstentum Waldeck, Amt Eisenberg
- ab 1806: Fürstentum Waldeck, Amt Eisenberg
- ab 1815: Fürstentum Waldeck, Oberjustizamt des Eisenbergs (Sitz in Kornbach)
- ab 1850: Fürstentum Waldeck-Pyrmont (seit 1849), Kreis des Eisenbergs (Sitz in Korbach)[Anm. 1]
- ab 1867: Fürstentum Waldeck-Pyrmont (Akzessionsvertrag mit Preußen), Kreis des Eisenbergs
- ab 1871: Deutsches Reich, Fürstentum Waldeck-Pyrmont, Kreis des Eisenbergs
- ab 1919: Deutsches Reich, Freistaat Waldeck-Pyrmont, Kreis des Eisenbergs
- ab 1929: Deutsches Reich, Freistaat Preußen, Provinz Hessen-Nassau, Regierungsbezirk Kassel, Kreis des Eisenbergs
- ab 1942: Deutsches Reich, Freistaat Preußen, Provinz Hessen-Nassau, Regierungsbezirk Kassel, Landkreis Waldeck
- ab 1944: Deutsches Reich, Freistaat Preußen, Provinz Kurhessen, Regierungsbezirk Kassel, Landkreis Waldeck
- ab 1945: Amerikanische Besatzungszone, Groß-Hessen, Regierungsbezirk Kassel, Landkreis Waldeck
- ab 1946: Amerikanische Besatzungszone, Hessen, Regierungsbezirk Kassel, Landkreis Waldeck
- ab 1949: Bundesrepublik Deutschland, Hessen, Regierungsbezirk Kassel, Landkreis Waldeck
- ab 1972: Bundesrepublik Deutschland, Hessen, Regierungsbezirk Kassel, Landkreis Waldeck, Gemeinde Upland[Anm. 2]
- ab 1974: Bundesrepublik Deutschland, Hessen, Regierungsbezirk Kassel, Landkreis Waldeck-Frankenberg, Gemeinde Willingen (Upland)[Anm. 3]

### Bevölkerung
Einwohnerstruktur 2011
Nach den Erhebungen des Zensus 2011 lebten am Stichtag dem 9. Mai 2011 in Neerdar 105 Einwohner. Darunter waren 6 (5,7 %) Ausländer.
Nach dem Lebensalter waren 12 Einwohner unter 18 Jahren, 39 waren zwischen 18 und 49, 27 zwischen 50 und 64 und 24 Einwohner waren älter.
Die Einwohner lebten in 48 Haushalten. Davon waren 12 Singlehaushalte, 15 Paare ohne Kinder und 18 Paare mit Kindern, sowie 3 Alleinerziehende und keine Wohngemeinschaften. In 12 Haushalten lebten ausschließlich Senioren/-innen und in 24 Haushaltungen leben keine Senioren/-innen.
Einwohnerentwicklung
Quelle: Historisches Ortslexikon
- 1541: 11 Häuser
- 1620: 16 Häuser
- 1650: 6 Häuser
- 1738: 18 Häuser
- 1770: 18 Häuser, 117 Einwohner

| Neerdar: Einwohnerzahlen von 1770 bis 2019 | Neerdar: Einwohnerzahlen von 1770 bis 2019 | Neerdar: Einwohnerzahlen von 1770 bis 2019 | Neerdar: Einwohnerzahlen von 1770 bis 2019 | Neerdar: Einwohnerzahlen von 1770 bis 2019 |
| --- | ------------------------------------------ | ------------------------------------------ | ------------------------------------------ | ------------------------------------------ |
| Jahr |                                            |                                            |                                            | Einwohner                                  |
| 1770 | 1770                                       |                                            | 117                                        | 117                                        |
| 1800 | 1800                                       |                                            | ?                                          | ?                                          |
| 1834 | 1834                                       |                                            | 188                                        | 188                                        |
| 1840 | 1840                                       |                                            | 185                                        | 185                                        |
| 1846 | 1846                                       |                                            | 191                                        | 191                                        |
| 1852 | 1852                                       |                                            | 189                                        | 189                                        |
| 1858 | 1858                                       |                                            | 165                                        | 165                                        |
| 1864 | 1864                                       |                                            | 162                                        | 162                                        |
| 1871 | 1871                                       |                                            | 138                                        | 138                                        |
| 1875 | 1875                                       |                                            | 132                                        | 132                                        |
| 1885 | 1885                                       |                                            | 156                                        | 156                                        |
| 1895 | 1895                                       |                                            | 147                                        | 147                                        |
| 1905 | 1905                                       |                                            | 138                                        | 138                                        |
| 1910 | 1910                                       |                                            | 136                                        | 136                                        |
| 1925 | 1925                                       |                                            | 177                                        | 177                                        |
| 1939 | 1939                                       |                                            | 148                                        | 148                                        |
| 1946 | 1946                                       |                                            | 233                                        | 233                                        |
| 1950 | 1950                                       |                                            | 231                                        | 231                                        |
| 1956 | 1956                                       |                                            | 216                                        | 216                                        |
| 1961 | 1961                                       |                                            | 193                                        | 193                                        |
| 1967 | 1967                                       |                                            | 158                                        | 158                                        |
| 1980 | 1980                                       |                                            | ?                                          | ?                                          |
| 1990 | 1990                                       |                                            | ?                                          | ?                                          |
| 2000 | 2000                                       |                                            | ?                                          | ?                                          |
| 2011 | 2011                                       |                                            | 105                                        | 105                                        |
| 2015 | 2015                                       |                                            | 113                                        | 113                                        |
| 2019 | 2019                                       |                                            | 111                                        | 111                                        |
| Datenquelle: Historisches Gemeindeverzeichnis für Hessen: Die Bevölkerung der Gemeinden 1834 bis 1967. Wiesbaden: Hessisches Statistisches Landesamt, 1968. Weitere Quellen: LAGIS; Gemeinde Willingen (Upland); Zensus 2011 |                                            |                                            |                                            |                                            |

Religionszugehörigkeit
| • 1885: | 147 evangelische (= 100 %) Einwohner                               |
| • 1961: | 162 evangelische (= 83,94 %), 24 katholische (= 12,44 %) Einwohner |

## Kirche

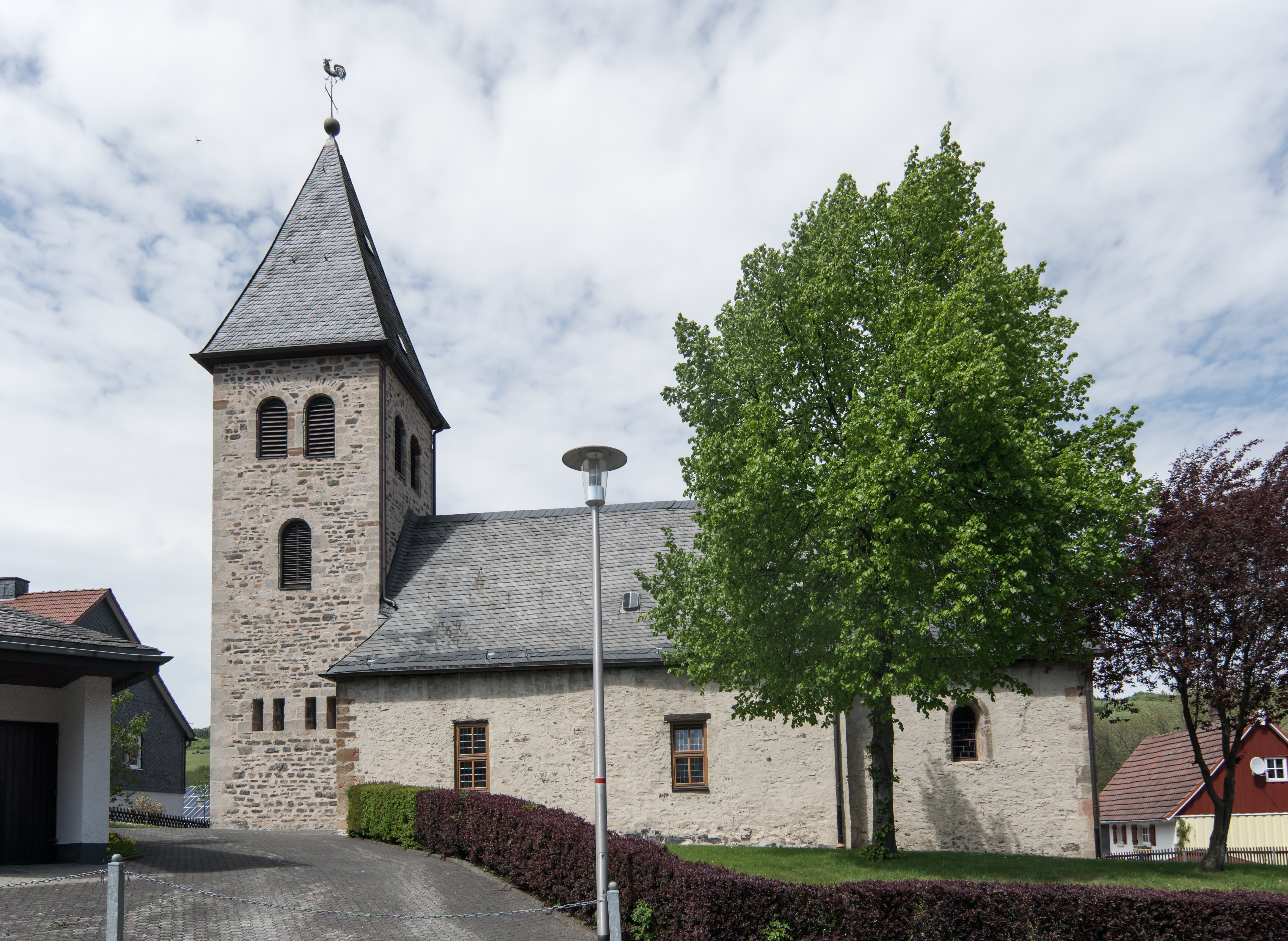
St. Pankratius

Die spätromanische dem Eisheiligen St. Pankratius gewidmete Kirche in der Ortsmitte stammt aus dem 13. Jahrhundert. Sie hat ein rechteckiges Schiff mit quadratischem Chor. Die ältesten Mauern bestehen aus verputzten Bruchsteinen, Sandstein und Schiefer mit Quaderkanten. Das Nordportal und das nördliche Chorfenster sind gotisch und stammen aus der Entstehungszeit. 1586 wurde die Südmauer des Kirchenschiffes erneuert. 1672 erhielt sie einen barocken Altaraufsatz, der von dem Waldecker Künstler Josias Wolrat Brützel geschaffen wurde und Das jüngste Gericht darstellt. (Auf der Rückseite des Altars befindet sich die Signatur Meister Josias Wolrat Brützel Anno 1692 den 9. Dezember)